# Broken Prayers
«Broken Prayers» es el sencillo debut de la cantante estadounidense de música cristiana Riley Clemmons. La canción fue lanzada el 8 de diciembre de 2017 como el primer sencillo de su álbum debut de estudio Riley Clemmons (2018), a través de Capitol Christian Music Group. La canción fue enviada a la radio cristiana y alcanzó su punto máximo en el puesto número 17 de la lista Hot Christian Songs. La canción se reproduce en una clave de sol mayor, y 87 pulsaciones por minuto.

## Antecedentes
Ella habló la historia detrás de la canción en un video subido a su canal de YouTube, «La canción «Broken Prayers» vino realmente de un lugar de quebrantamiento y esa sensación de tener que reunirse y traer la mejor versión o imagen perfecta de uno mismo para Dios, básicamente sentir que las piezas rotas no son lo suficientemente buenas para Dios. La canción vino de un lugar donde verdaderamente se encuentra la paz en el hecho de que Dios te lleva a tu lugar más roto, a tu lugar más bajo y más duro. Y no solo te lleva allí, pero se deleita en eso. Y el te ama genuinamente en ese lugar».

## Video musical
Un video musical para la canción fue lanzado en YouTube el 8 de diciembre de 2017. En el visual se puede ver a Clemmons en medio dé un desierto.

## Lista de canciones
- Descarga digital – Streaming[2][3]

| N.º | Título           | Duración |  |
| 1.  | «Broken Prayers» | 3:14     |  |

- Descarga digital – Streaming[12]

| N.º | Título                           | Duración |  |
| 1.  | «Broken Prayers» (Piano Version) | 3:09     |  |

## Posicionamiento en listas

### Listas semanales
| Lista (2018)                                      | Mejor posición |
| ------------------------------------------------- | -------------- |
| Estados Unidos Christian AC (Billboard)           | 18             |
| Estados Unidos Christian Airplay (Billboard)      | 16             |
| Estados Unidos Christian Songs (Billboard)        | 17             |
| Estados Unidos Christian AC Indicator (Billboard) | 18             |

### Listas de fin de año
| Lista (2018)                                 | Mejor posición |
| -------------------------------------------- | -------------- |
| Estados Unidos Christian Airplay (Billboard) | 42             |
| Estados Unidos Christian Songs (Billboard)   | 45             |